# 1508 Kemi
1508 Kemi este un asteroid care intersectează orbita planetei Marte. A fost descoperit de astronomul finlandez Heikki A. Alikoski, la 21 octombrie 1938.

## Caracteristici
Asteroidul prezintă o orbită caracterizată de o semiaxă majoră egală cu 2,7699197 u.a. și de o excentricitate de 0,4171839, înclinată cu 28,73568° în raport cu ecliptica.

## Denumirea asteroidului
Asteroidul poartă numele orașului finlandez Kemi și numele celui mai important râu din Finlanda Kemi / Kemijoki.